# 191551 Glücklich
191551 Glücklich è un asteroide della fascia principale. Scoperto nel 2003, presenta un'orbita caratterizzata da un semiasse maggiore pari a 3,0831076 au e da un'eccentricità di 0,2242366, inclinata di 14,89126° rispetto all'eclittica.